# Pontifícia Universidade de São Boaventura
A Pontifícia Universidade de São Boaventura ou Pontifícia Faculdade Teológica de São Boaventura (em italiano:  Pontificia facoltà teologica San Bonaventura, em latim: Pontificia Facultas Theologica S. Bonaventurae), comumente chamado de Seraphicum, é o centro internacional de estudos da Ordem dos Frades Menores Conventuais de Roma. Como corpo docente pontifício, o Seráfico é regido pela Santa Sé, de acordo com a Constituição Apostólica Sapientia christiana.

## História
O Colégio de São Boaventura foi fundado em Roma em 1587, pelo Papa franciscano Sisto V, com o objetivo de promover o estudo avançado de teologia dos membros do ramo conventual da Ordem Franciscana. Originalmente localizado na Cúria Geral da Ordem, o colégio estava anexo à Basílica dos Santos Apóstolos. O colégio tornou-se uma escola internacional de pós-graduação em teologia em 1894, quando foi transferido para a Via San Teodoro, no vale Velabro, no sopé do Monte Palatino, no Rione de Ripa.
O colégio foi transferido novamente em 1964 para sua localização atual na Via del Serafico, próximo à Via Laurentina e perto do popular Santuário de Nossa Senhora da Revelação. Em 1986 foi visitado pelo Papa João Paulo II e no mesmo ano, foi aprovado os novos e atuais estatutos do Seraphicum. Entre os renomados professores e alunos de Seraphicum se destacam: São Maximiliano Kolbe, Karol Herman Stępień, Antônio Lucci, Frei Leone Veuthey e São Francisco Antônio Fasani.

## Divisões

### Convento
O Convento de São Boaventura refere-se à comunidade de frades franciscanos conventuais que ensinam na Faculdade de Teologia de São Boaventura ou em algum outro instituto pontifício da cidade. Também abriga frades que servem à Igreja Católica Romana no Vaticano e aos vários escritórios da Igreja ao redor da cidade.

### Escola de Teologia
A Faculdade de Teologia educa os frades da Ordem que são enviados a Roma de todas as províncias do mundo para concluir o curso canônico de estudos filosóficos e teológicos, geralmente em preparação para as Ordens sagradas. Junto a esse complexo, temos a Biblioteca com cerca de trezentos mil volumes das disciplinas jurídicas, morais, musicais e teológicas.

## Publicações
A revista "Miscellanea Francescana" é elaborada dentro da Universidade e se tornou o órgão oficial do corpo docente desde 1931. Além da revista, há a editora "Miscellanea Francescana" com as séries: "Maestri Francescani", "Quaderni Francescani" e o mensal "San Bonaventura Informa".
Em parceira com Centro Internacional da Milícia da Imaculada Conceição e com o Instituto de Vida Consagrada dos Missionários da Imaculada - Padre Kolbe foi fundada na Universidade, a Cadeira Kolbiana, que tem como objetivo: estudar, a nível acadêmico, os problemas e desafios humanos e espirituais do homem e da mulher de hoje. Desta cadeira surge conferências eventos e publicações periódicas . 

## Galeria

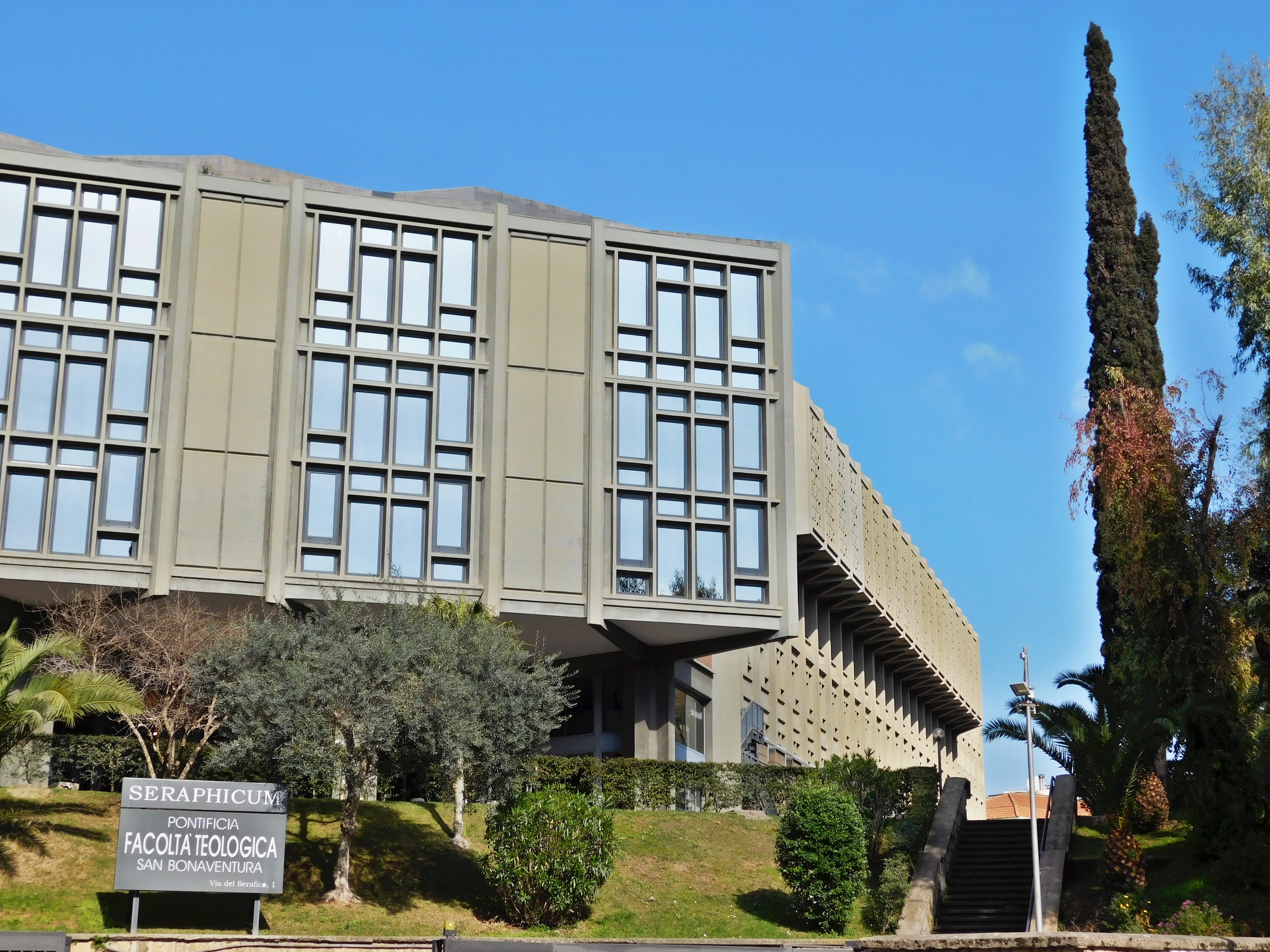
Universidade Seraphicum
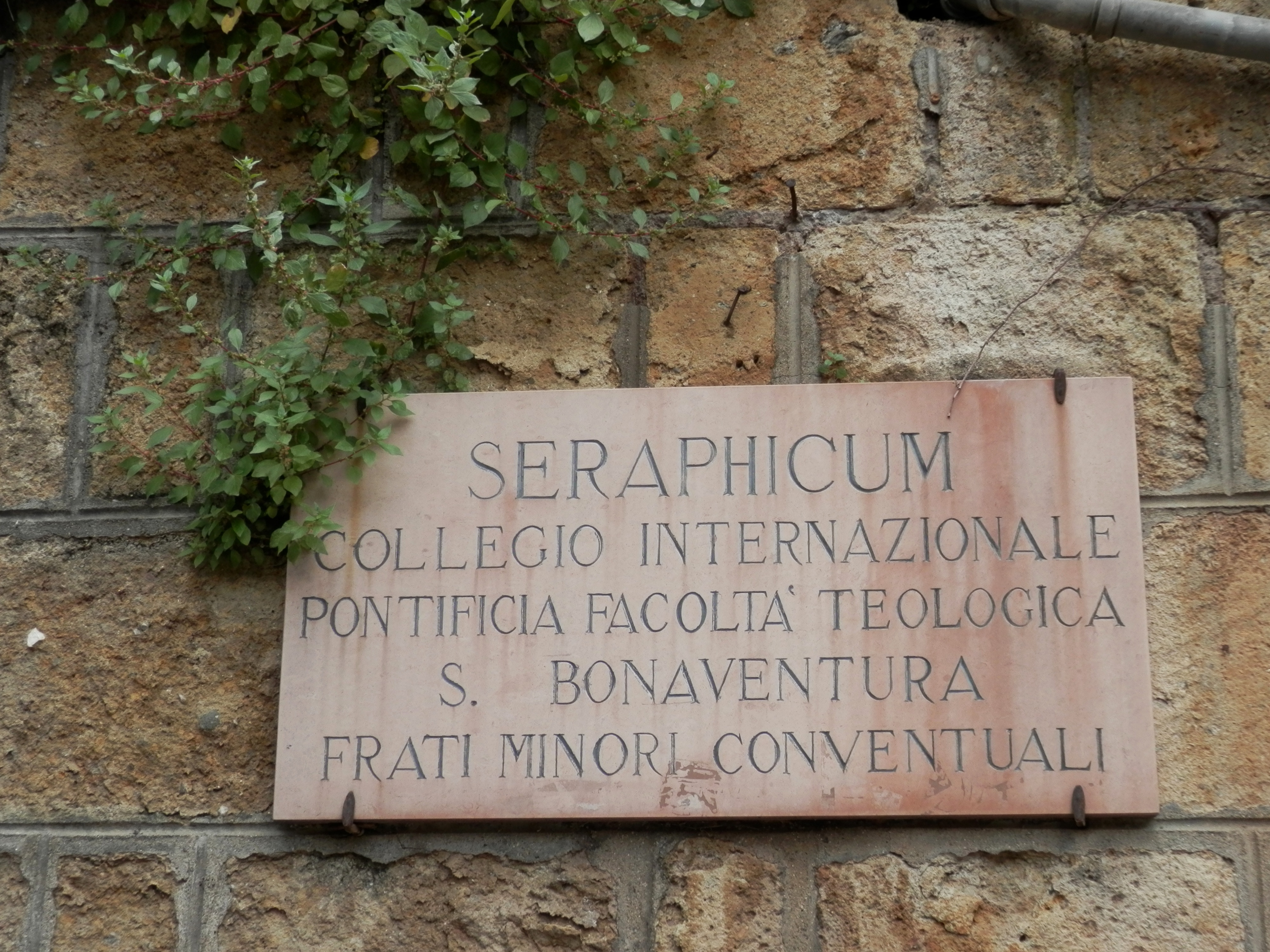
Placa da Universidade Seraphicum
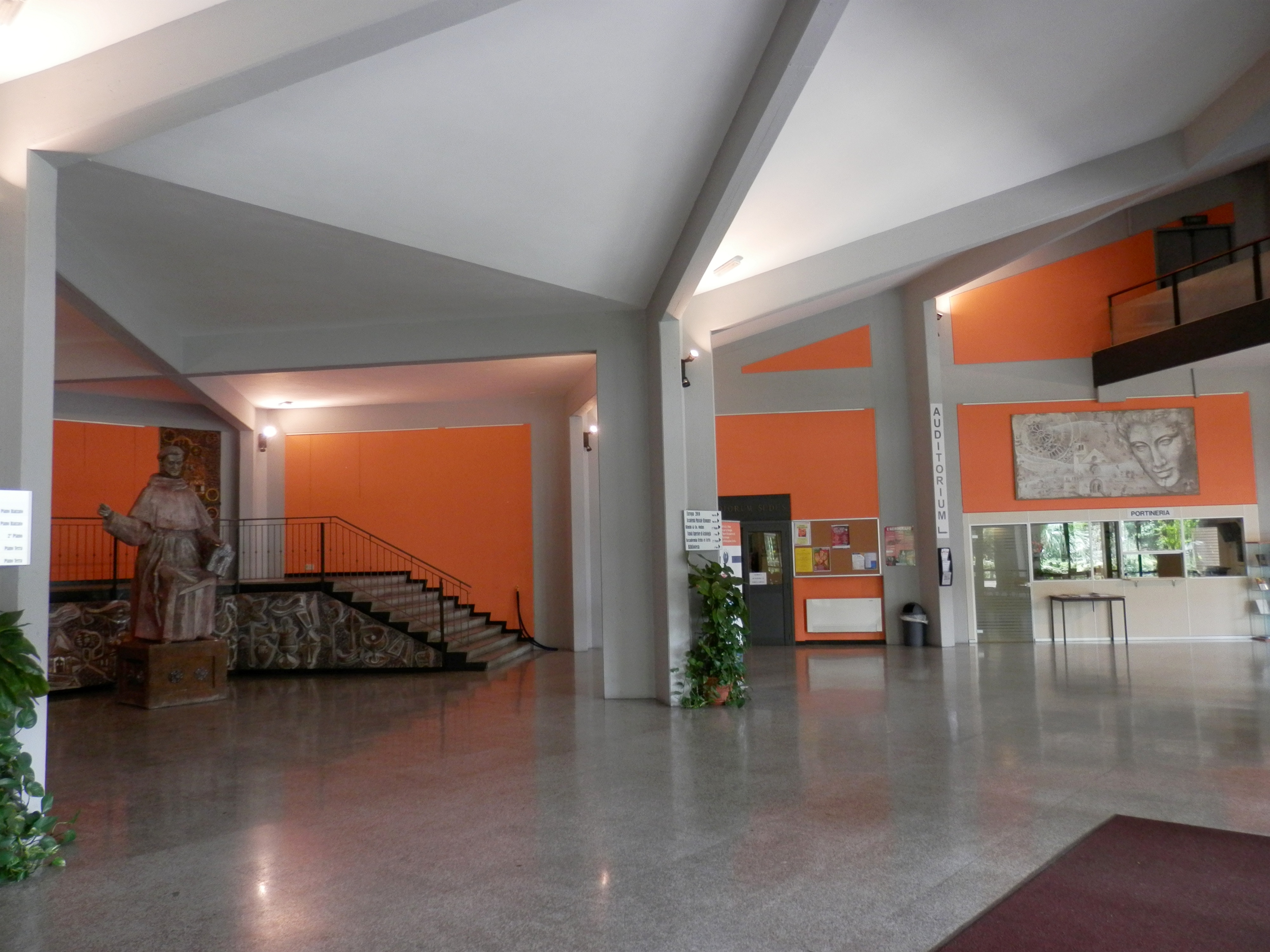
Interno da Universidade
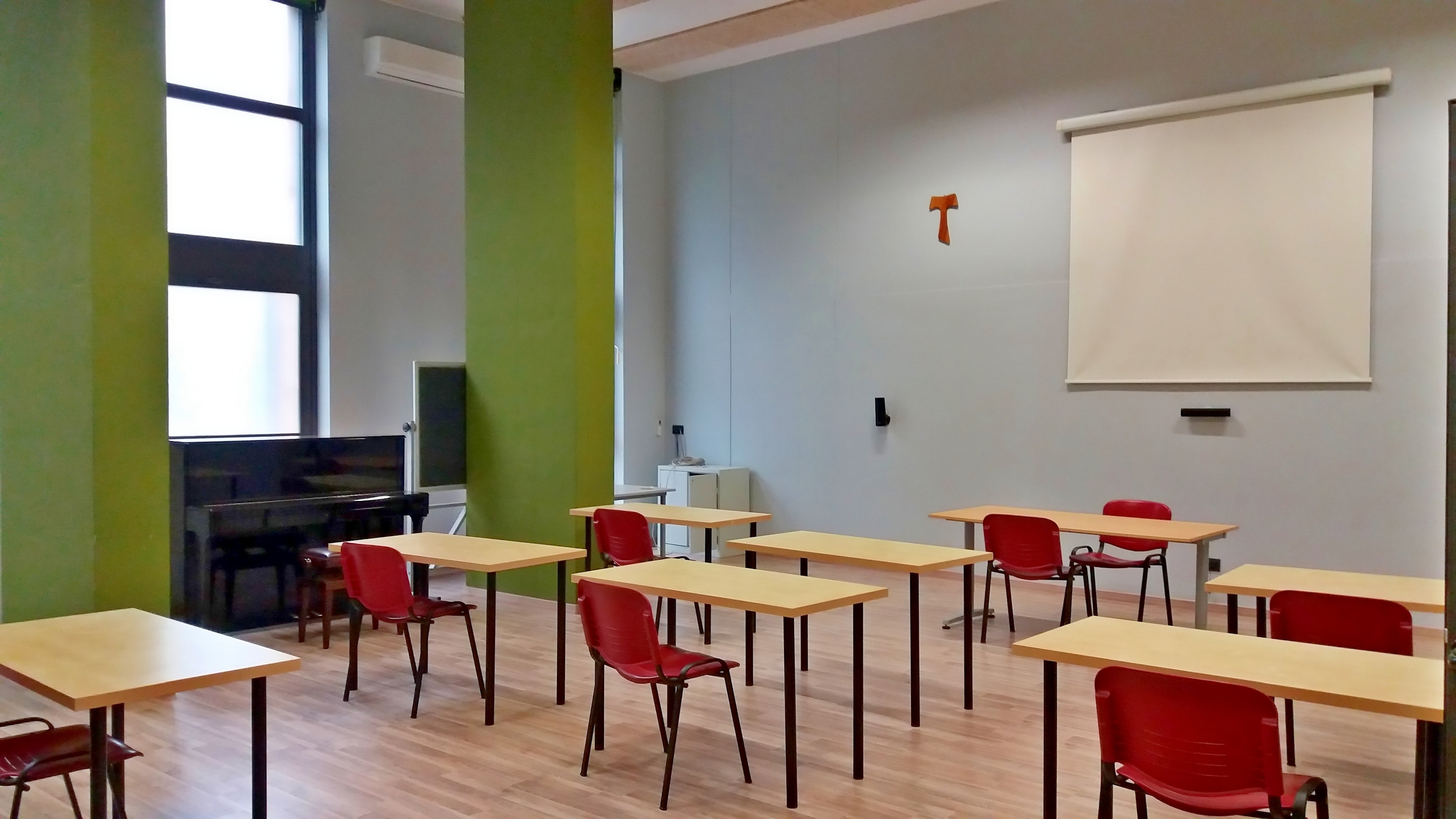
Sala de aula
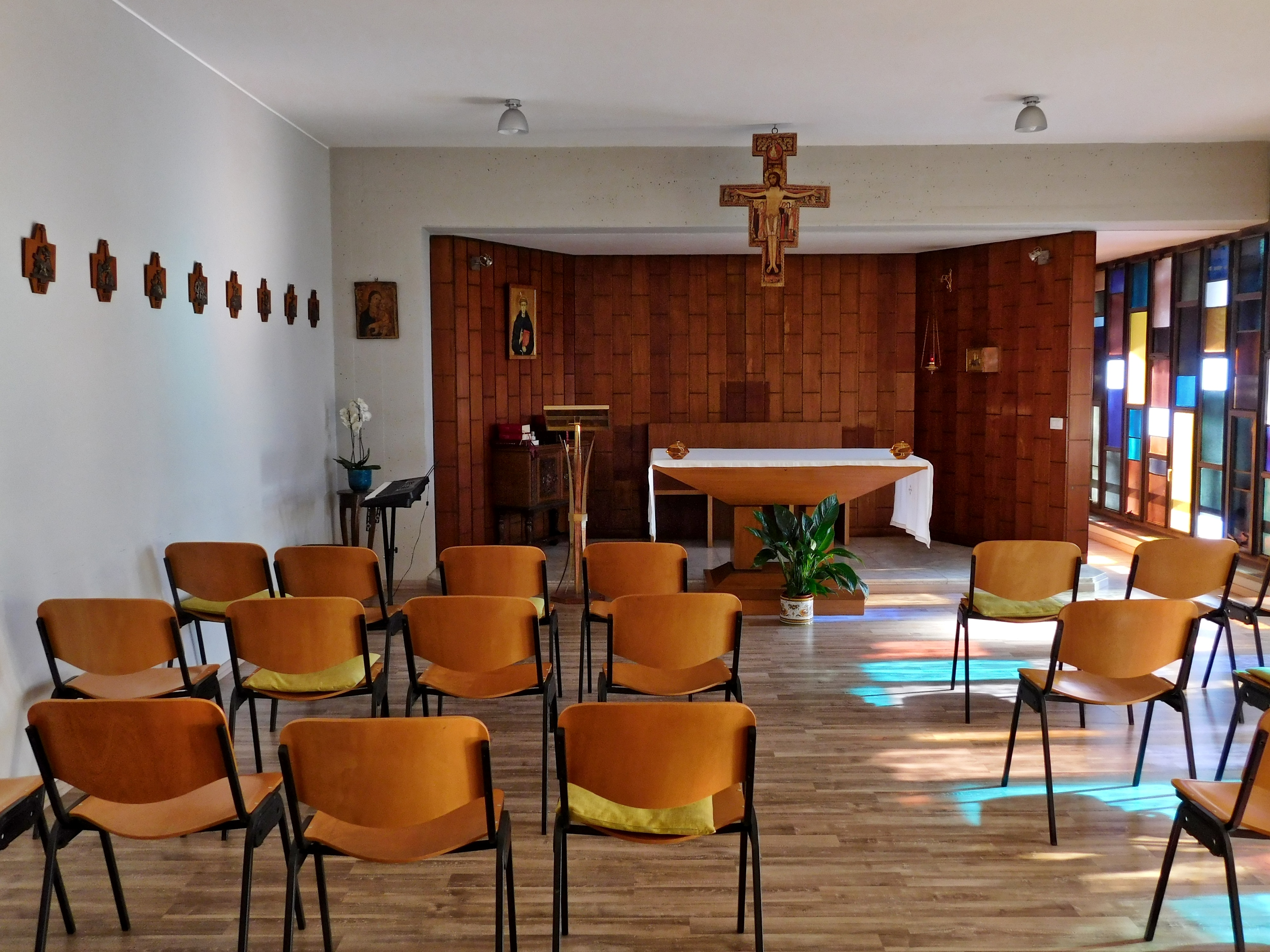
Capela de S.Antônio
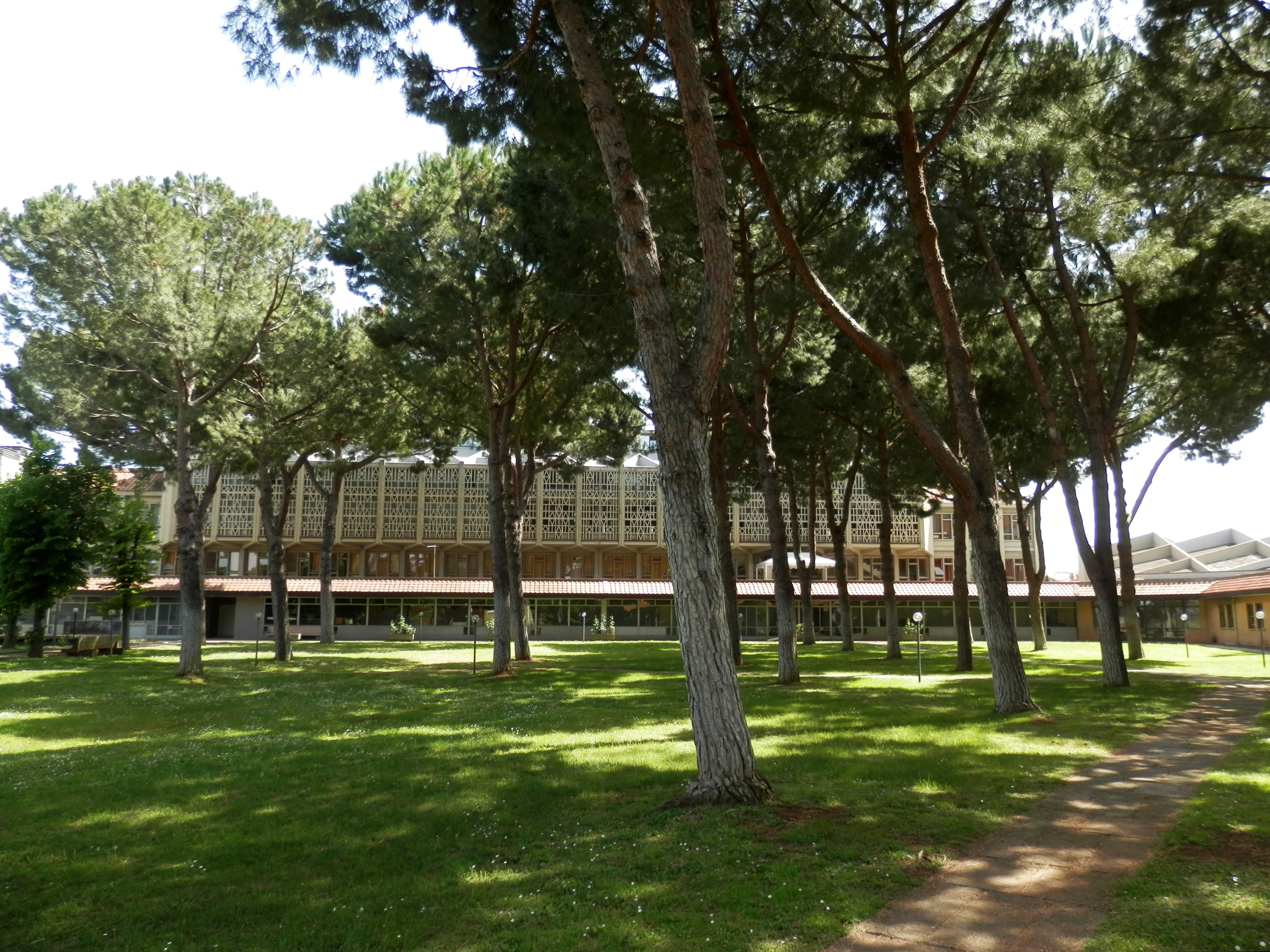
Parque interno
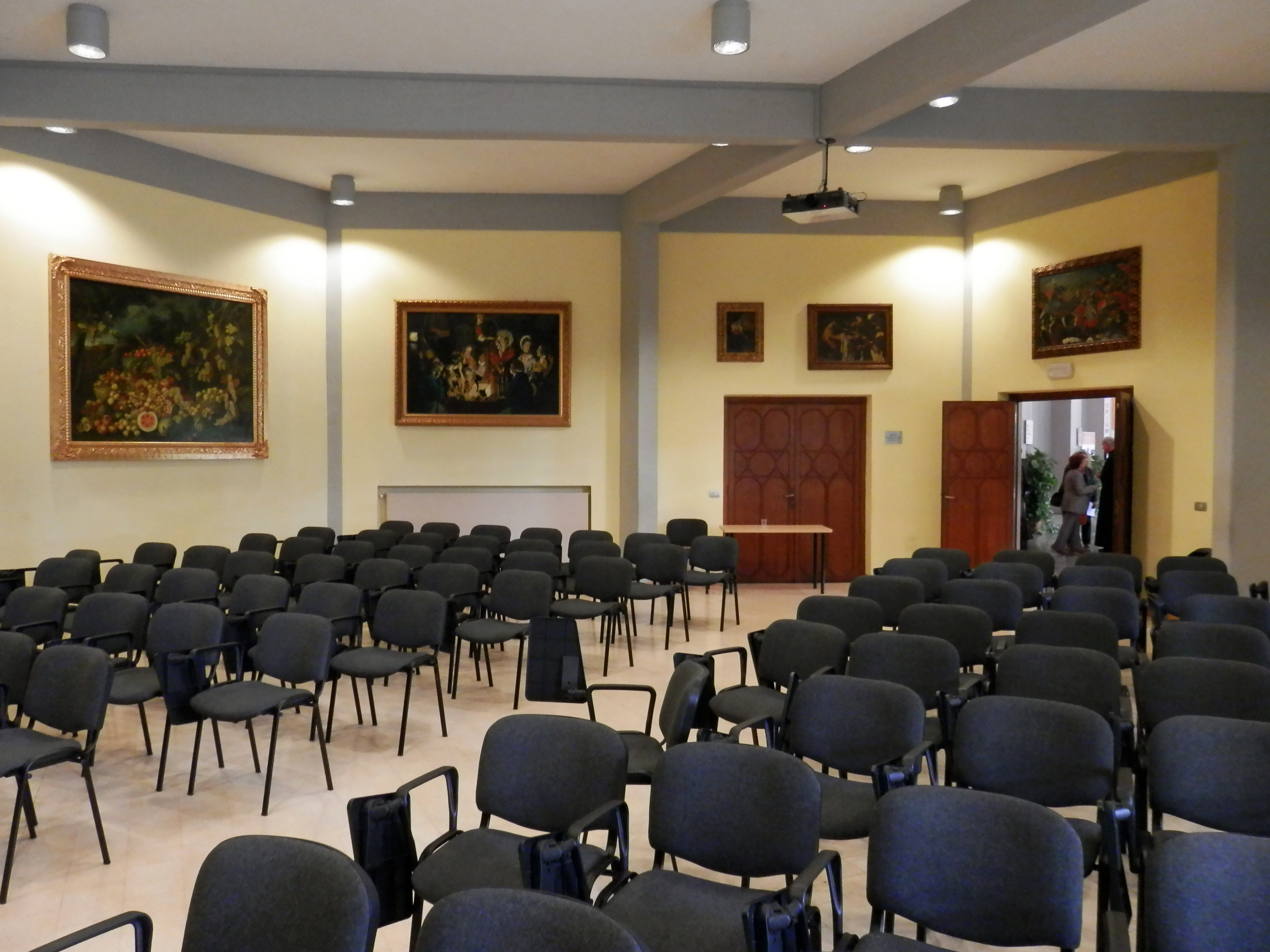
Sala Sisto V
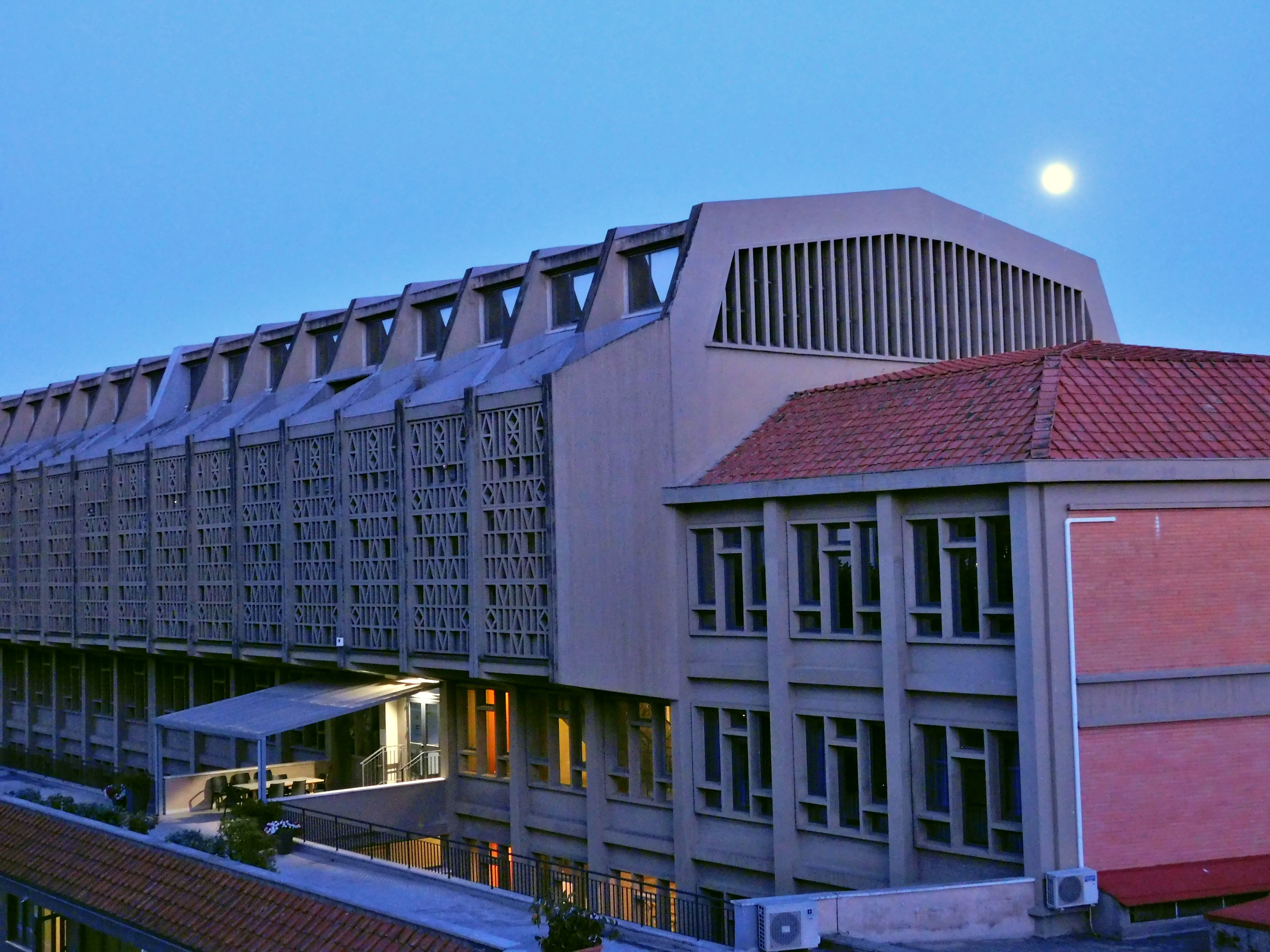
Biblioteca Seraphicum
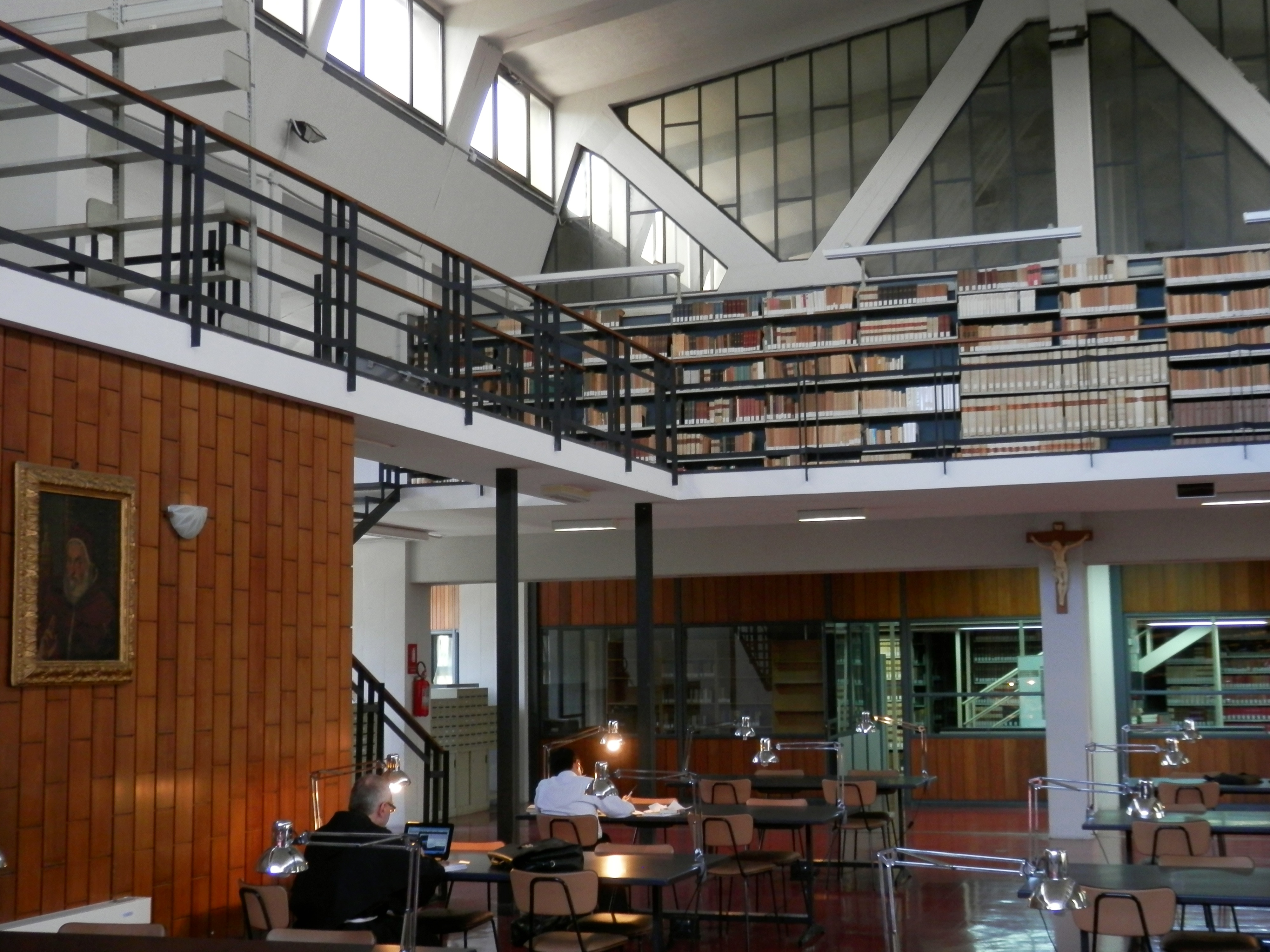
Dentro da Biblioteca Seraphicum